# Karl Haupt (Philologe)
Karl Haupt (* 17. Juli 1848 in Halberstadt; † 1907 in Wittenberg) war ein deutscher Philologe und Historiker.

## Leben
Haupt besuchte die Gymnasien in Halberstadt und Stendal. Nachdem er Ostern 1867 in Stendal die Abiturprüfung bestanden hatte, studierte er an der Friedrichs-Universität Halle Philologie und Geschichte. 1868 wurde er im Corps Palaiomarchia recipiert. Er wechselte an die Universität Leipzig, musste das Studium aber wegen des Deutsch-Französischen Krieges unterbrechen. In Halle bestand er Ostern 1872 die Abschlussprüfung und am 29. November 1873 das Examen pro facultate docendi. Das Probejahr absolvierte er 1874/75 an der Hohen Landesschule in Hanau. Als Hilfslehrer blieb er dort für ein weiteres Jahr noch bis Ostern 1876. Bis Ostern 1878 war er an der neuen Bürgerschule in Schalke in Westfalen tätig. Bis zum Herbst 1881 war er ordentlicher Lehrer am Königlichen Gymnasium im niederschlesischen Ohlau. Anschließend wurde er als Oberlehrer an das nachmalige Melanchthon-Gymnasium in Wittenberg berufen und zum Gymnasialprofessor ernannt. Er starb mit 59 Jahren im Amt.

## Veröffentlichungen
- De Thucydides quam vocant fide historica. Hanau 1875.[3]
- Staat und Kirche vor 800 Jahren. Sammlung gemeinverständlicher wissenschaftlicher Vorträge von Rudolf Virchow und Franz von Holtzendorf, März 1878.[4]
- Die Einführung der Hierarchie im Frankenreiche. Historische Abhandlung. Ohlau 1879.[5]
- Begründung der päpstlichen Macht diesseits der Alpen. In: Zeit- und Streitfragen von Holzendorff, Juni 1881.
- Ein Beitrag zu der Frage nach Ziel und Methode des Geschichtsunterrichts an Gymnasien. Wittenberg 1883.[6]
- Die Ansiedlung der Normannen in Unteritalien nach den Quellen dargestellt. Wittenberg 1884.[6](Digitalisat)
- Der Stand des geistigen Lebens an der Universität Wittenberg, dargestellt an den Quaestiones und den Scriptae publica aus den Jahren 1530 bis 1846. Festschrift zur Feier der Einweihung des neuen Gymnasialgebäudes des Gymnasiums zu Wittenberg. Wittenberg 1888. S. 69–110.
- Über die Verwertung des Livius im Geschichtsunterricht. Wittenberg 1890.[6] (Digitalisat)
- Melanchthons und seiner Lehre Einfluss auf Maximilian II. von Österreich. Wittenberg 1897.[6]
- Was bringen uns die Lehrpläne von 1901, besonders für den Unterricht in der Geschichte und Geographie?  Wittenberg 1902.[6]